# Stip
Stip (macedón nyelven: Штип) város és az azonos nevű község székhelye Észak-Macedóniában. Az ország hetedik legnagyobb városa.

## Népesség
Stipnek 2002-ben 43 652 lakosa volt, melyből 38 323 macedón, 2184 cigány, 1727 vlach, 877 török, 272 szerb, 12 albán,  bosnyák és 246 egyéb.
Stip községnek 2002-ben 47 796 lakosa volt, melyből 41 670 macedón, 2195 cigány, 2074 vlach, 1272 török és 585 egyéb nemzetiségű.

## A községhez tartozó települések
- Stip
- Baltalija
- Breszt (Stip)
- Vrszakovo
- Goracsino
- Dobrosani
- Dolani (Stip)
- Dragojevo
- Edeklerci
- Jamularci
- Kalepetrovci
- Kosevo (Stip)
- Krivi Dol
- Lakavica (Stip)
- Leszkovica (Stip)
- Lipov Dol
- Lyuboten (Stip)
- Nikoman
- Novo Szelo (Stip)
- Penus
- Piperevo (Stip)
- Pocsivalo
- Puhcse
- Szarcsijevo
- Szelce (Stip)
- Szkandalci
- Szofilari
- Sztari Karaorman
- Sztepanci (Stip)
- Szuvo Grlo (Stip)
- Szudity
- Szusevo (Stip)
- Tanatarci
- Tesztemelci
- Toplity
- Tri Csesmi
- Hadzsi Redzseplija
- Hadzsi Szejdelija
- Hadzsi Hamzalija
- Creska
- Csardaklija
- Csiflik (Stip)
- Sasavarlija
- Sopur